# Период лала
Период лала (турски: Lâle Devri) је термин који се користи за историју Османског царства од потписивања Пожаревачког мира (21. јул 1718) до пада султана Ахмеда III са власти (28. септембар 1730. године). То је период мира и отварања Царства ка обичајима и култури Западне Европе.

## Историја
На почетку Ахмедове владавине, угушена је побуна јаничара погубљењем њених вођа. У прве две године владавине, велики везири које је султан постављао нису се дуго одржавали на својим функцијама (најчешће по 2 месеца). Након тога је завладала стабилност. Слично је и са осталим функцијама. На положају шејх ул-ислама се од 1718. до 1730. године налазио исти човек (Абдулах ефендија), а иста стабилност примећује се и код управника финансија, великог адмирала и др. Везировање Ибрахим-паше Дамада, који на престо долази усред рата са Аустријом (1718-1730), обележило је развијање дипломатских односа. Он је желео да продре у узроке успона западних европских сила. Шаље османске извиднике у Беч, Париз, Москву и Пољску. Ахмед у Истанбул доводи уметнике, организује скупе забаве. Османски руководиоци схватили су да Царство више није доминантна сила у Европи и на Истоку и да је у западном свету дошло до еволуције коју Турци нису ни приметили. Код Османлија се јавља жеља да упознају западни свет. Долази до нових иновација, од којих је једна од најзначајнијих отварање штампарије са арапским словима у Истанбулу 1727. године. Због извесног отварања ка западном свету, Ибрахим-паша Дамад се може сматрати једним од најбољих османских везира.
Узрок пада султана Ахмеда и везира Дамада био је „ирански рат“ који је избио 1730. године када је шах Тахмасп II повратио територије које су у претходном рату освојили Турци. Везир је тада припремао поход у Иран, али се морао суочити са побуном јаничара под Патроном Халилом. Халил је заузео престоницу и приморао султана да отпусти Дамада. Велики везир погубљен је 29. септембра. Убрзо је и Ахмед приморан на абдикацију у корист сина Мустафе, Махмуда I. Нови султан на превару је заробио Халила и наредио да га задаве (новембар 1730. година).